# الدب الأبيض-الملك-فاليمون
وايت بير كينغ فاليمون هي حكاية خرافية نرويجية. نُشرت الحكاية في المرتبة رقم تسعين في مجلة Asbjørnsen وMoe 's Norske Folke-Eventyr. نيويورك ساملينج (1871). قام جورج ويب داسنت بترجمتها لحكاياته من الحقل.
تمّ جمع النّسخة المألوفة من قبل الفنّان أوغست شنايدر عام 1870 من سيتيسدال. قام Jørgen Moe بجمع نسخة مختلفة من الحكاية من Bygland، والتي تم تلخيصها في الإصدار الثاني من Norske Folke-Eventyr (1852). 
إنه آرني طومسون من النوع 425A، " الحيوان (الوحش) في دور العريس". هناك حكاية نرويجية مماثلة تعرض هذا الشكل وهي شرق الشمس وغرب القمر (Asbjørnsen & Moe، رقم 41). تشمل الأنواع الأخرى من هذا النوع: الدب البني النرويجي، ابنة السماء، الخنزير المسحور، حكاية القلنسوة، سيد السميد، الأفعى المسحورة، غصن روزماري، والثور الأسود النرويجي.

## ملخص
كان للملك ابنتان قبيحتان وضيعتان، وواحدة هي الصّغرى، وكانت جميلة ولطيفة. حلمت بإكليل ذهبيّ. وقد عين والدها صاغة لتصنيعها، لكن لم يحقّق أي منهم حلمها. ثمّ رأت دبًّا أبيض في الغابة وكان يحمل الإكليل. لم يعطها الدّب إيّاها قبل أن توافق على الذّهاب معه، وأمامها ثلاثة أيّام للتّحضير للرّحلة. لم تهتم الابنة بأي شيء طالما حصلت على الإكليل، وكان والدها سعيدًا بسعادتها وظن أنه يستطيع إبعاد الدب، لكن عندما وصل هاجم جيش الملك وهزمهم سالمًا.

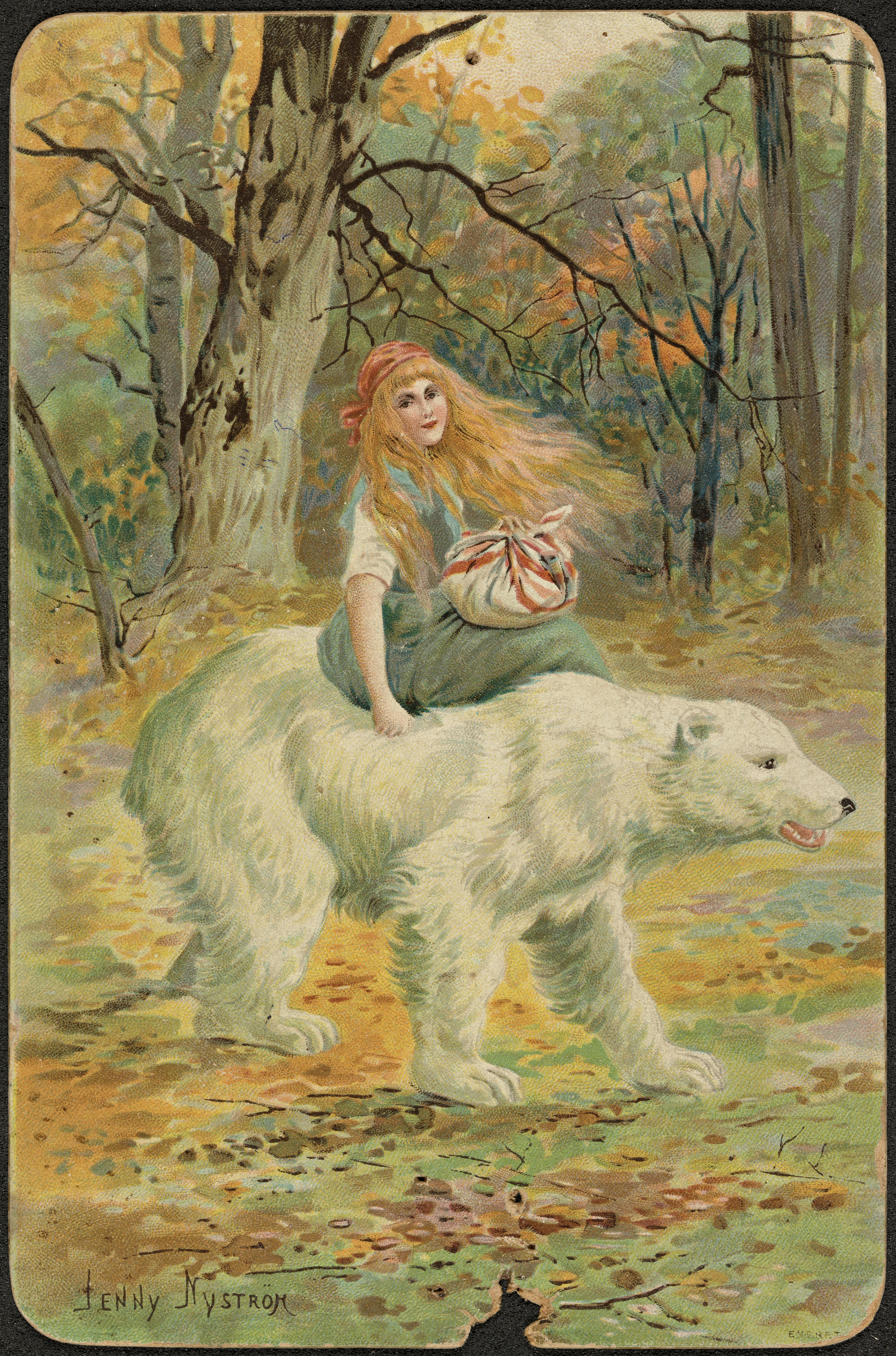
رسم توضيحي لجيني نيستروم

أرسل الملك ابنته الكبرى. أخذها الدّب على ظهره وسار بها، لكنّه سألها إذا كانت قد جلست أكثر ليونة أو بدت أوضح، فقالت إنّها فعلت ذلك، في حضن أمها، وفي بلاط والدها؛ فأعادها الدّب الأبيض إلى القلعة.
وفي الخميس التّالي جاء الأمر مرّة أخرى، وأرسل الملك ابنته الثّانية، وفشلت أيضًا. وفي الخميس الثّالث، كان الملك قد أرسل ابنته الثّالثة، فلم تجلس قط أنعم ولا ترى أوضح، فأخذها إلى قلعته. وفي كل ليلة، كان يتحول إلى رجل ويأتي إلى فراشها في الظلام.
في كل عام، كان للأميرة طفل، ولكن بمجرد ولادة الطّفل، هرع الدّب معه. وفي نهاية ثلاث سنوات طلبت زيارة والديها. وهناك أعطتها والدتها شمعة حتى تتمكّن من رؤيته. وفي الّليل أشعلته ونظرت إليه، فسقطت قطرة من الشّحم على جبهته، أيقظته. أخبرها أنّها لو انتظرت شهرًا آخر، لكان قد تحرّر من تعويذة الملكة السّاحرة الشّريرة، ولكن الآن يجب عليه الذّهاب إلى عالم السّاحرة ويصبح زوجها. اندفع مسرعًا، لكنّها أمسكت بفروه وركبته، بالرّغم من أنّ الفروع ضربتها، حتى كانت متعبة جدًا لدرجة أنّها سقطت.

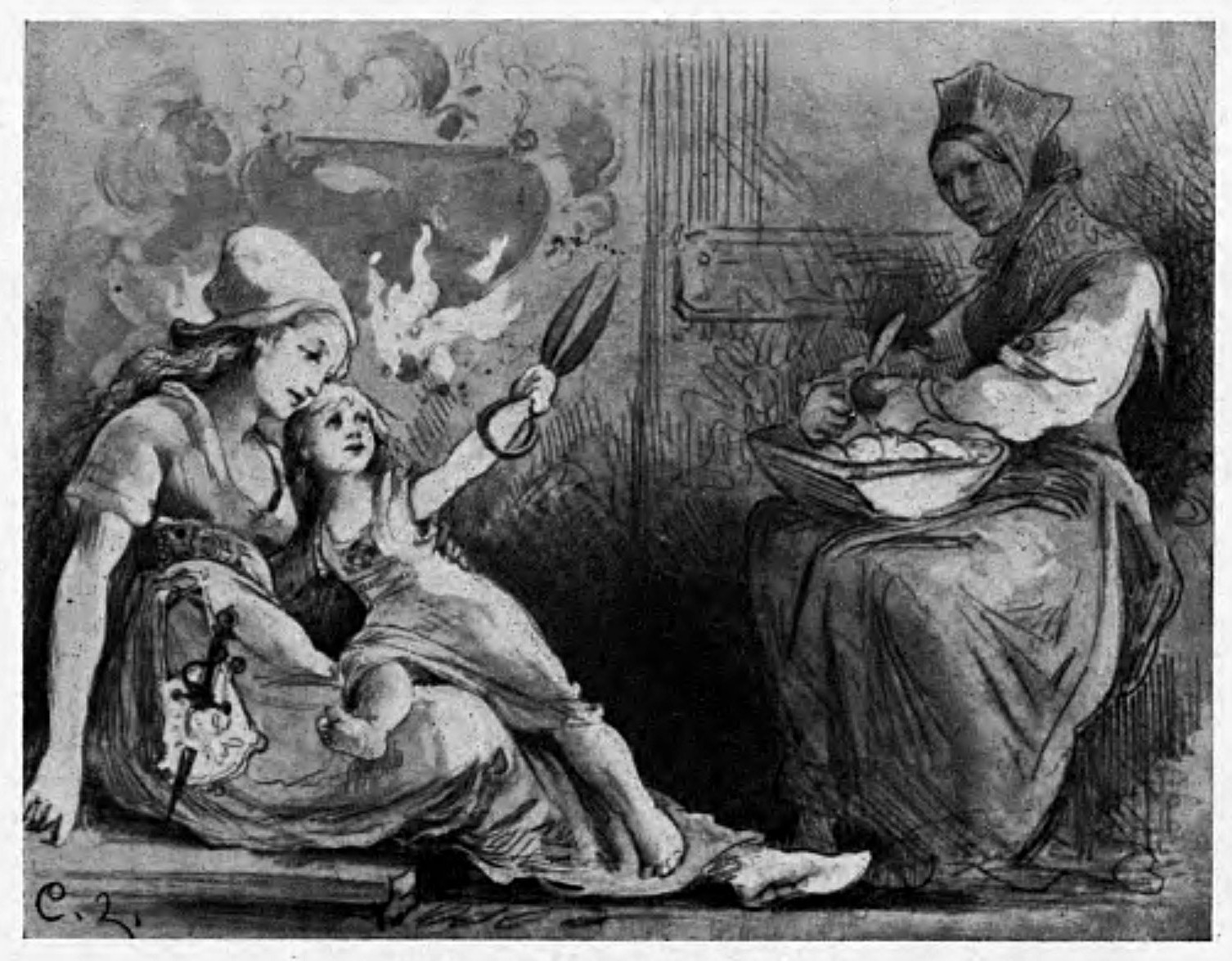
رسم توضيحي لكارل لارسون

بحثت الأميرة في الغابة حتى وصلت إلى كوخ فيه امرأة عجوز وفتاة صغيرة. أخبرتها المرأة العجوز أن الدّب قد مرّ؛ كانت الفتاة الصّغيرة تحمل مقصًا، كلما قطّعته في الهواء، ظهر الحرير والمخمل، لكنها قالت إن المرأة في حاجة إليه أكثر، وأعطته لها. ذهبت إلى كوخ آخر مع امرأة عجوز أخرى وفتاة صغيرة. هذه المرّة، أعطتها الفتاة الصّغيرة قارورة تصبّ فيها كل ما ترغب فيه ولا يفرغ أبدًا. ذهبت إلى كوخ ثالث، حيث أعطتها الفتاة الصّغيرة قطعة قماش يمكنها أن تستحضر الطّعام. في الّليلة الرّابعة، جاءت الأميرة إلى كوخ فيه امرأة عجوز لديها العديد من الأطفال الذين يبكون من أجل الطعّام وليس لديهم ملابس. قامت الأميرة بإطعامهم وكسوتهم، فطلبت المرأة العجوز من زوجها الحدّاد أن يصنع لها مخالب حديديّة حتى تتمكّن من تسلّق سفح الجبل إلى بلد السّاحرة.
وصلت الأميرة إلى قلعة السّاحرة. بدأت في قصّ القماش. عرضت السّاحرة التّجارة معهم؛ أصرّت الأميرة على قضاء ليلة مع حبيبها، لكن السّاحرة وافقت وقامت بتخديره بجرعة منومة حتى لا تتمكّن من إيقاظه. في اليوم التّالي، رشوت طريقها بالقارورة؛ مرة أخرى، جعلته السّاحرة ينام، لكن أحد الحرفيين المجاورين سمعها وأخبر الملك. وفي اليوم الثّالث، رشوت طريقها بالقماش، ولم يشرب الملك الشّراب، وتمكنا من التّحدث. لقد توصلوا إلى فكرة عن كيفيّة قتل السّاحرة.
وهكذا جاء اليوم الذي كان من المقرّر أن يتزوج فيه الملك من السّاحرة، وجاء السّحرة من مختلف الأراضي إلى هناك لهذه المناسبة. لكنّ الملك أمر النّجارين بوضع باب سحري مخفيّ في جسر فوق هوة عميقة حيث سيركب موكب الزّفاف، وهكذا سقطت العروس السّاحرة من خلاله مع جميع وصيفاتها. مع تدمير قوى الّشر وكسر الّلعنة، أخذ الملك والأميرة الكنوز من قلعة السّاحرة ثمّ ذهبا إلى وطنه لحضور حفل الزّفاف الحقيقي. في الطّريق، أخذوا الفتيات الصغيرات، وعلمت الأميرة أنهن بناتها، وقد أخذهن الملك حتى يتمكن من مساعدتها في سعيها. 

## تحليل

### نوع الحكاية
تمّ تصنيف الحكاية في مؤشر آرمني طومسن أوثر كنوع ATU 425A، "الحيوان (الوحش) كعريس". بالنّسبة الى هانز يورغ أوثر، السّمة الرّئيسية للحكاية من النوع ATU 425A هي "رشوة العروس الكاذبة لمدة ثلاث ليالٍ مع الزّوج". في الواقع، عندما طوّر مراجعته لنظام آرني طومسون، لاحظ أوثر أن السّمة "الأساسية" لنوع الحكاية ATU 425A كانت "سعي الزّوجة وهداياها" و"شراء الليالي". 

### الزخارف
وفقت دراسة على حوالي 1100 نوع مختلف من كيوبيد وسايكي والأنواع ذات الصلة، خلص إلى أن الدب هو الشكل "الأكثر شيوعًا" للزوج الخارق في المناطق الجرمانية والسلافية . 
وفي بعض الحكايات، قبل انفصالها عن زوجها الخارق، يتم أخذ أطفال الزّوجة منها وإخفائهم في مكان آخر. تحدد المنح الدّراسية هذا الشّكل عبر المناطق الناطقة باللغة السلتية والجرمانية.  

## المتغيرات

### الدنمارك
في النّسخة الدّنماركية الّتي جمعها المؤلّف الدنماركي بعنوان ("الأمير الدّب الأبيض") ونشرت عام 1823، ملك لديه ثلاث بنات يزوره دب أبيض. يرسل الملك بناته لطرد الحيوان. تطلب الدّببة من كل أميرة أن تصعد على ظهرها، لكن الثّالثة فقط توافق. يغادر مع الأميرة ويتوقّف عند الكهف - منزلهم الجديد للسّنوات القادمة. أخبرها أنّه يصبح أميرًا في الّليل، وإذا لم تشعل أي مصباح في الليل طوال السّنوات السّبع القادمة، فسيصاب بخيبة أمل. إنّهم سيعيشون هكذا على مدى السّنوات السّت المقبلة: تزور عائلتها في حفل زفاف أختها وفي عيد ميلاد والدها. تعصي زوجها وتكسر ثقته. يعود الأمير إلى شكله الطبيعي ويأخذ الأميرة إلى أخواته. لقد أعطوها وعاءًا ذهبيًا وقبّعة ذهبية وجسمًا ذهبيًا ثالثًا - كل العناصر التي ستستخدمها لرشوة العروس الكاذبة لمدة ثلاث ليالٍ مع زوجها. لاحظ الباحث النرويجي يورغن مو التّشابه بين حكاية وينثر والحكاية النّرويجية شرق الشمس وغرب القمر . 
قام المؤلّف سفيند جروندتفيج بجمع نسخة مختلفة من الرواية بعنوان Hvidebjørn kongens søn ("ابن الملك الدب الأبيض"): ملك، أب لأربع بنات، يركب حصانه عبر مرج ويبدأ في الغرق في الأرض. يظهر دب ويقدم مساعدته مقابل ابنة الملك الصغرى. رفض مرّتين، ولكن في المرّة الثّالثة ندم. يظهر الدّب في المحكمة ليحصل على الفتاة، لكنّ الملك يحاول خداع الدّب بإعطائه بنات الخدم. في النّهاية يحصل الدّب على الأميرة ويتزوجها. يعيشون معًا وأنجبت ثلاثة أطفال يأخذهم الدّب منها ويختبئ في مكان آخر. الأميرة تزور عائلتها بمناسبة زفاف شقيقاتها. بعد الزّفاف الثّالث، تقرر الأميرة معرفة حقيقة زوجها من خلال إضاءة مصباح في الّليل. يستيقظ الأمير، ويشعر بالخيانة، ويكشف أنّه كان مسحورًا، وكان من الممكن للعذراء التي يمكن أن تحبّه دون رؤية وجهه الحقيقي لمدة سبع سنوات أن تكسر الّلعنة. يتحول الأمير إلى دب ويأخذ الأميرة إلى أخواته الثّلاث اللاتي يعتنين بأطفالهنّ ويعطي كل منهن للأميرة ثلاثة أشياء ذهبية (ميداليّة ذهبيّة وخيط ذهبي وقطعة ذهبية أخرى). يأخذها الدّب إلى سفح الجبل الزّجاجي ويتركها هناك. يصنع لها حدّاد زوجًا من الأحذية الحديديّة حتى تتمكن من تسلّق الجبل شديد الانحدار. تستخدم الأميرة الأشياء الذّهبية الثّلاثة لرشوة العروس الكاذبة لمدة ثلاث ليالٍ مع زوجها. أعيد نشر الحكاية عام 1970 بتصنيفها: AT 425A.
قام جامع الحكايات الشّعبية ينس كامب Jens Kamp بجمع نسخة دنماركيّة أخرى بعنوان Prinds Hvidbjørn ("الأمير الدب الأبيض"). في هذه الحكاية، للملك ثلاث بنات، أصغرهنّ المفضّلة لديه وكبيران له متكبران وفخوران. في أحد الأيّام، يدخل الملك إلى غابة يغطيها الضّباب، عندما يظهر دب ويعده بمساعدته مقابل ابنته الصغرى. يرفض الملك مرّتين ويواصل طريقه، لكنّه في المرّة الثّالثة يقبل العرض. بعد مرور بعض الوقت، يزور الدّب الملك للحصول على الأميرة الثّالثة، لكنّ الرّجل يخدع كباره ويمررهم كأميرة. يطلب الدّب من الفتاة لغزًا للتّحقق من هوية الفتاة ولا تجيب عليه إلا الأميرة الثّالثة. يأخذ الدّب الأميرة إلى قلعة رائعة. إنّهم يعيشون كزوج وزوجة، وأنجبت ثلاثة أطفال في السّنوات القادمة، صبيان وفتاة. لكن الدّب يأخذ أطفالها منها. تتأسّف على حقيقة أنّها لا تستطيع رؤية أطفالها، حتى تتمكّن على الأقل من رؤية عائلتها. يوافق الدّب على اصطحابها إلى حفل زفاف أختها، لكنّه يحذرها من الاستماع إلى والدها فقط، وليس إلى والدتها أو أخواتها. طلبت والدتها وأخواتها من الأميرة أن تضيء شمعة ليلاً لترى وجهه الحقيقيّ. عادت إلى قلعة الدّب وفعلت ذلك؛ ترى رجلاً وسيمًا على سريرها وتميل إلى تقبيله، لكن ثلاث قطرات من الشّمع تسقط على صدره. يستيقظ الدّب ويخبر زوجته أنه كان يجب عليها الانتظار سبع سنوات حتى تنكسر لعنته، لكنّ الوقت قد فات الآن. يتحول إلى دب ويأخذ الأميرة إلى قلاع أخواته، حيث تتمّ رعاية أطفالهن. تعطيها كل واحدة من أخوات زوجها ثوبًا وشيئًا ذهبيًّا: تحصل من الأولى على ثوب ذهبيّ وعجلة غزل، ومن الثّاني ثوب فضي وكعب ذهبيّ، ومن الثّالث ثوب برونزيّ وكعب ذهبيّ. اللفاف الخيط الذّهبي. يغادر الدّب بدونها ويصل إلى الجبل الزّجاجي. في هذه الأثناء، تلتقي الأميرة بحدادٍ يصنع لها زوجًا من الأحذية المعدنية لتسلّق الجبل. لقد فعلت ذلك ووصلت إلى القلعة حيث وجدت عملاً كخادمة. ومن المقرّر أن يتزوج زوجها من ابنة زوجة أبيه، وتستخدم الأميرة الفساتين والأشياء الذّهبية للمتاجرة مع زوجها لمدة ثلاث ليال. 
نشر المؤلّف إيفالد تانغ كريستنسن حكاية دنماركية بعنوان Hvidbjörn kongesön ("ابن ملك الدّب الأبيض"): ملك يركب حصانه عندما يصبح عالقًا في الوحل ولا يستطيع التحرك. يظهر دب أبيض ويقدم مساعدته مقابل أن تكون ابنة الملك الصغرى عروسًا له. رفض الملك في البداية، ولكن عندما رأى حصانه يغرق ببطء، قرّر الموافقة على شروط الدّب. يعود الملك إلى المنزل ويحاول خداع الدّب بإرسال خادمتين بملابس الأميرة، لكنّه يكتشف الحيلة ويطالب الأميرة بغضب، حيث كان ذلك جزءًا من صفقتهما. يسلّم الملك ابنته إلى الدّب الأبيض ويأخذ الحيوان الفتاة إلى الغابة. في الّليل تنام ويأتي شخص بجانب سريرها. يمرّ الوقت، ويخبرها الدّب أن أختها الكبرى ستتزوج، ويأخذها إلى حفل الزّفاف، مع تحذيرها بأنّ عليها أن تستمع إلى والدها، وليس والدتها. تزور والديها وتذكر أنّها تنام في الظلام ليلاً، وتعطيها والدتها صوانًا لترى ذلك ليلاً. عادت إلى المنزل وأنجبت ولداً يأخذه الدّب. بعد ذلك، ستتزوج أختها الوسطى، ويأخذها الدّب لزيارة والديها في هذه المناسبة السّعيدة. مرّة أخرى، تتحدّث مع والدتها التي تعطيها بعض الشّموع. ثمّ تلد ولدًا آخر يأخذه الدّب أيضًا إلى مكان آخر. أخيرًا، تتزوج أخت الأميرة الثّالثة أيضًا، ويأخذها الدّب لحضور حفل الزّفاف. وبعد فترة أنجبت أيضًا ولدًا للمرة الثّالثة أخذه الدّب. وبعد مرور بعض الوقت، قرّرت الأميرة أن تشعل الشّمعة التي أعطتها إياها والدتها على الدّب الأبيض، وتكتشف أنه أمير بشريّ. تسقط قطرة من الشمع على جسده فيستيقظ. ثمّ يشرح أنّ ساحرة لعنته على شكل دب، وتناوبت بين شكل الدّب في النّهار والشّكل البشري في الّليل، ولو عاشت معه لمدة 4 سنوات بدون إضاءة شمعة، لكان قد عاد إلى إنسان مرة أخرى. يأخذها الدّب على ظهره ويمرون بثلاث أشجار تفاح، واحدة من النّحاس والأخرى من الفضة والثّالثة من الذّهب، والتي يطلب الدّب من الأميرة قطفها. بعد ذلك، مروا بثلاثة منازل تابعة لأخوات الدّب، حيث قامت الأميرة بمقايضة التّفاح لأطفالها مقابل عصا ذهبيّة (في المنزل الأوّل)، وشجرة صفصاف فضيّة (في المنزل الثّاني) وخيط نحاسي. أخيرًا وصلوا إلى جبل زجاجي، يتسلقه الدّب الأبيض لكنه يترك زوجته عند سفحه. تطلب الأميرة بعض الأحذية الحديديّة من حداد قريب وتتسلّق الجبل. هناك، تلتقي بساحرة، وتعطيها الأشياء المعدنية الثّلاثة حتى تتمكّن من قضاء ليلة في مسكن زوجها. تحاول إيقاظه في أول ليلتين، لكن السّاحرة أعطته جرعة منومة؛ ولم يتمكن من إيقاظه إلا في الليلة الثّالثة. يتعرف عليها ويقرر قتل السّاحرة وابنتها بسيف فولاذي. ويحدث ذلك، فينهار الجبل الزّجاجي ليكشف عن قلعة الأمير الذّهبية، حيث يعيش مع الأميرة وأطفاله الثّلاثة.
في حكاية أخرى جمعها كريستنسن من جيرن بعنوان Hvibekongens søn ("ابن وايتكينج")، رجل نبيل لديه ثلاث بنات. قبل أن يغادر في رحلة، يسأل بناته عما يمكن أن يحضره لهنّ: الكبرى تطلب عصا ذهبيّة، والوسطى تطلب مفصلاً ذهبيّاً، والصغرى تطلب زهرة مثل "الكمان". يشتري الرّجل الأشياء الذّهبية الّتي طلبها كباره، لكنّه لا يستطيع العثور على الزّهرة، حتى يمرّ بحديقة ويقطف الزّهرة. وعندما يحاول ركوب حصانه، يمسك أحدهم برجله ويحذره من أن يعطي في المقابل أوّل شيء يحييه. يوافق الرّجل على ذلك، معتقدًا أنّ كلبه الأبيض الصغير هو من سيستقبله، ولكن عندما يعود إلى المنزل، تكون ابنته الصّغرى. يتذكّر الصّوت في الحديقة، ويحاول التّراجع عن الصّفقة بإرسال خادمتين بدلاً من الفتاة: لمدة ليلتين متتاليتين، تنتظر الخادمة خارج المنزل، ويأتي شخص ويطلب منها الصّعود على ظهرهما. يكتشف الشّخص الحيلة ويطلب الابنة الصّغرى. يندم الرّجل ويسلم ابنته للشخص الذي يأخذها إلى قلعة رائعة. يخبرها الصّوت ألا تشعل أي شيء في القلعة ليلاً، وهم يعيشون هكذا. ذات مرّة، تلد الفتاة صبيّا يجلب الصوت لأخته. بعد مرور بعض الوقت، تتزوج الأخت الكبرى للفتاة، ويسمح لها الصّوت بزيارتهم، لكنّه يحذرها من الاستماع إلى والدتها. بعد ذلك، لديها ولدان آخران في حالات حمل متتابعة، ويتمّ أخذهما عن طريق الصّوت وإعطائهما لأقارب الصّوت. وأخيراً تتزوّج أخت الفتاة الأخرى، ويسمح لها بزيارتهم. وبهذه المناسبة، تعطيها والدتها شمعة وأعواد كبريت لتستخدمها لإضاءة غرفتها ليلاً. بالعودة إلى قصر الصّوت، أشعلت الشّمعة ورأت رجلاً وسيمًا بجانب سريرها، لكنّها أسقطت بعض الشّمع على جسده. يستيقظ ويدير زوجته موضّحًا أنه ابن ملك ملعون بالزّواج من ساحرة تعيش على جبل زجاجي جنوب الشّمس وغرب القمر وعلى بعد ثلاثة أميال شرق برج بابل. توافق الفتاة على مرافقته خلال رحلته إلى الجبل الزّجاجي، ويمرون بثلاثة منازل تعود لأشقائه الثّلاثة. في المنزل الأول، الذي يضيء كالقمر، تجد أحد أطفالها يلعب بجوز ذهبيّ أعطته إيّاها أخت زوجها. بعد ذلك، مرّوا بمنزل شقيق الأمير، حيث وجدت الفتاة ابنًا آخر، وحصلت على بلّوط ذهبيّ. وأخيرًا، يمرّون بالمنزل الثّالث الذي يشع ضوءًا مثل الشّمس المشرقة، حيث تجد طفلها الثّالث وتحصل على تفاحة ذهبيّة. أخيرًا، وصلوا إلى الجبل الزّجاجي، الّذي تمكّن من تسلّقه ورفع زوجته، لكنّها انزلقت إلى أسفله. ولحسن الحظ، تطلب الفتاة من الحدّاد أن يصمم لها أدوات حديديّة تستخدمها لتسلّق الجبل الزلق ودخول قلعة السّاحرة. تقوم الفتاة بإخراج الثّمار الذّهبية لرشوة السّاحرة لقضاء ليلة مع زوجها، وتتمكّن من التّحدث معه في الّليلة الثّالثة. تعرف عليها ووضعوا خطة لمعاقبة السّاحرة. في صباح اليوم التّالي، جلست الفتاة على الطّاولة وروت قصّتها. تسخر السّاحرة من قصتها، ويسألها الأمير كيف يجب أن يعاقبوا الشّخص الذي يحاول الفصل بين شخصين. دون أن تدرك ذلك، تلفظ السّاحرة عقوبتها، والتي يتم تنفيذها على النحو الواجب. يعيش الأمير وزوجته معًا في القلعة الواقعة أعلى الجبل الزجاجي. 

### السويد
في حكاية سويدية بعنوان برينز فيليوس ("الأمير فيليوس")،  يضيع ملك في الغابة، عندما يظهر دب لمساعدته في مقابل أول شيء يرحب به عند عودته إلى المنزل. ولسوء حظه فإن ابنته هي التي استقبلته. الدّب الأبيض. يأتي فيليوس ليتخذ الفتاة زوجة له. يصبح الدّب الأبيض إنسانًا في الّليل، ويظلّ دبًّا في النّهار. لديهم سبعة أطفال معًا وفي أحد الأيّام تريد الفتاة زيارة عائلتها. تذهب الفتاة إلى منزل والدها وتقنعها زوجة أبيها بالتجسّس على فيليوس ليلاً. تتّبع تعليماتها وتضيء شمعة لرؤيته بشكل أفضل. تسقط قطرة من الشّمع على جسده فيستيقظ مذهولا. ينصح فيليوس زوجته بضرورة الاختفاء في مكان خارج الأرض والشّمس. تلاحقه الفتاة مع أطفالها السّبعة، وتتوقّف عند ثلاث بيوت سيدات عجوز، الأولى سيدة الدّببة، والثّانية سيّدة الأسود، والثّالثة سيّدة الصّقور. توجّهها السّيدة الثّالثة إلى القلعة حيث يعيش فيليوس مع زوجة جديدة تدعى فراو سون. الصّقر يأخذ الفتاة إلى القلعة. تقوم بإخراج أدوات الغزل الذّهبية لرشوة Frau Sonne لمدّة ثلاث ليالٍ مع زوجها 
في حكاية أرشيفية فنلندية سويدية رواها عالم الفولكلور الفنلنديّ أوسكار هاكمان وتمّ جمعها من إيكيناس، ضلّ ملك طريقه إلى غابة كثيفة، حتى ظهر له دب أبيض وعرض عليه مساعدته، مقابل الابنة الصّغرى للملك. يعود الملك إلى قلعته ويحاول الخروج من صفقة الدّب الأبيض عن طريق تسليم فتاة أخرى بدلاً من ابنته. لاحظ الدّب الأبيض الخداع مرّتين وجعل الأميرة عروسًا له. تعيش الأميرة في قلعة الدّب، حيث يأتي ليلاً على هيئة إنسان، لكنها لا تستطيع رؤية هيئته الحقيقيّة. تلد ثلاثة أطفال في السّنوات الثّلاث المقبلة، وفي أحد الأيّام، وهي في عداد المفقودين المنزل، تريد زيارة عائلتها. يسمح لها الدّب الأبيض بالمغادرة لزيارة عائلتها، لكنّه يحذّرها من الاستماع لنصيحة والدتها. تتحدّث الأميرة مع والدتها عن رفيقة النّوم الغامضة، وتحصل على شمعة وعلبة أعواد ثقاب. تعود الأميرة إلى المنزل وفي نفس الّليلة تضيء الشّمعة لرؤية زوجها. يستيقظ الرّجل ويكشف أنه أمير لعنته ساحرة ليكون دبًّا، والآن يتعيّن عليهما الانفصال. يعود الأمير إلى دب ويأخذ معه الأطفال. الأميرة تتبعه وتزور ثلاث مزارع. في كل مزرعة، يتم منحها هارفيل ذهبي (أداة لغزل الخيوط)، وكرة ذهبيّة وثلاث تفاحات ذهبيات. وصلت في النّهاية إلى سفح جبل شديد الانحدار، لكنّها لا تستطيع تسلّقه. تمّ مساعدتهامن قبل حدّاد قام بتصنيع بعض معدّات التّسلق لها. أخيرًا تسلّقت الجبل ودخلت قلعة ملكة القزم. تجبر ملكة القزم الأميرة على أداء الأعمال المنزليّة لها: أولاً، الحصول على الفحم من القبو وإعادته؛ والثّاني: أن يغسل جلد عجل رمادي أبيض. يساعدها زوج الأميرة، على هيئة إنسان، في كلتا المهمتين، وينصحها بعدم تناول أي طعام تقدّمه لها ملكة القزم. تذهب الأميرة لتناول العشاء مع ملكة القزم، لكنها تخفي الطّعام في حضنها لخداع ملكة القزم. أخيرًا، أمرت ملكة القزم الأميرة بزيارة منزل ساحرة أخرى. نصحها زوجها بدهن جسر منحدر، وإعطاء الخبز لكلبين وقفازات لرجلين يدرسان الحبوب، وتزييت الباب. الأميرة تتبع تعليماته وتزور السّاحرة الثّانية. تأمر السّاحرة الثّانية الباب والرّجال والكلاب والجسر بتدميرها لكنّ الأميرة تهرب. بعد مرور بعض الوقت، استخدمت الأميرة هارفيل الذّهبي والكرة الذّهبية والتّفاحات الذّهبية الثّلاثة لرشوة ابنة ملكة القزم لمدّة ثلاث ليالٍ مع زوجها.

## في وسائل الإعلام
- فيلم ملك الدب القطبي مبني على هذه الحكاية الخيالية.
- تظهر عناصر مماثلة لهذه القصة في حلقتين من حلقات راوي القصص " هانز بلدي " والتي تتضمن زواج أميرة من رجل مسحور يزيل شكله الحيواني في الليل وأيضًا في "العروس الحقيقية" حيث يتبادلون ليلة مع أمير مفقود تُقابل بجرعة منومة تدفع السجناء إلى إبلاغ الأمير ببكاء العروس الحقيقية كل ليلة.
- فاليمون هي شخصية في سندريلا: من فابليتاون مع الحب ، وجزء من القصة المصورة تدور أحداثه في مملكته.
- تشير رواية جيسيكا داي جورج الشمس والقمر والجليد والثلج (المبنية على شرق الشمس وغرب القمر ) إلى الدب الأبيض الملك فيلمون؛ عندما يطلب دب مسحور من ابنة الحطاب الصغرى أن تعيش في قصر لمدة عام واحد، تتذكر زوجة الحطاب قصة الملك فاليمون. [25]
- أصبح الرسم التوضيحي الرئيسي، باللونين الأبيض والأسود، شعار الناشر جمعية الفلكور النرويجية.

## أنظر أيضا
- الجميلة والوحش
- إيروس والنفسية
- أبناء الملكين
- وايتبير ويتينغتون
- قصة الأميرة المهجورة